# 무농약 관리
무농약 관리(non-pesticide management, NPM)는 농약에 의존하지 않는 다양한 해충 방제 기술을 설명한다. 이는 식품의 유기농 생산뿐만 아니라 독소 도입이 바람직하지 않은 다른 상황에서도 사용된다. 합성 독소를 사용하는 대신 생물학적 수단으로 해충 방제를 달성한다.
무농약 관리 기술의 몇 가지 예는 다음과 같다.
- 천적의 도입.
- 님 나무 제품[1], 마고사, 툴시/바질 잎, 시트러스 오일, 유칼립투스 오일, 양파, 마늘 스프레이, 에센셜 오일 등 자연 발생 살충제 사용. 이들은 또한 유기농 살충제라고도 불린다.
- 곤충을 밭에서 멀리 유인하는 유인 작물 사용. 유인 작물은 정기적으로 확인하고 해충은 수동으로 제거한다.
- 바이러스에 의해 죽은 해충 유생은 으깨어 밭에 뿌려 남아 있는 유생을 죽일 수 있다.
- 밭 위생.
- 적시 파종.
- 영양분 관리.
- 적절한 식물 개체군 유지.
- 토양 태양열 소독
- 여름철 깊이 갈이.

수년간 곤충은 자연 재해를 견뎌내고 성공적으로 살아남았다. 그들은 농부들이 사용하는 화학 살충제에 대한 저항력을 개발할 수 있다. 성공하기 위해 농부들은 다양한 작물 해충과 그 천적(농부에게 친숙한 곤충)을 식별할 수 있어야 한다. 농부들은 곤충의 다른 단계와 행동을 인식해야 한다. 해충을 최소화하려는 노력은 해충을 제거하는 것이 아니라 작물 생태계에서 곤충의 자연 균형을 회복하는 것을 목표로 해야 한다.

## NPM의 원칙
환경에서 자연 과정 장려단일 작물 재배 대신 간작, 유인 작물, 경계 작물을 재배하여 작물 생태계를 다양하게 만들어야 한다. 살충제 살포가 중단되면 작물 해충의 천적이 점차 자리 잡고 작물 해충을 제어하며, 이는 NSKE, 고추 마늘 추출물, 소똥 오줌 달인액 등 식물 추출물로 강화할 수 있다.
관리 기술토양, 수자원, 기후 및 정기적으로 발생하는 지역 해충 문제를 기반으로 작물 선택, 윤작, 고유 해충을 피하기 위한 파종 날짜 조정, 조명 및 페로몬 트랩 설치, 끈끈이 트랩 및 새 횃대 유지.
지역 자원토양 개선 및 해충 방제를 위해 현지에서 구할 수 있는 유기농 개량제 사용. 추출물은 교란된 자연 균형을 회복하기 위한 예방 또는 치료 조치로 준비되어 사용된다.
노동화학 투입물과 기성품을 멀리하고 농부는 정기적인 작물 모니터링과 여름철 깊이 갈이 및 비둘기콩의 꼬투리 천공충을 떨어뜨리기 위해 식물을 흔드는 방법과 같은 방법을 따르는 것을 주요 투자로 노동력을 투자해야 한다.
공동체 접근 방식한 농부의 해충 문제는 고립된 한 농부의 작물과 관리 관행에만 의존하지 않는다. 이는 이웃 농부들이 재배하는 작물과 그들이 취하는 조치에 크게 의존한다. 따라서 그룹 행동이 필요한 활동을 식별하고 이를 실행하는 것이 NPM /지속농업에서 가장 중요한 측면이 될 것이다.